# أكمة العميد (السياني)

تعديل مصدري - تعديل

اكمه العميد محلة تابعة لقرية المصينعة، التابعة لعزلة عميد الداخل بمديرية السياني إحدى مديريات محافظة إب في الجمهورية اليمنية.، بلغ تعداد سكانها 26 حسب تعداد اليمن لعام 2004.